# Józef Mazurkiewicz
Józef Mazurkiewicz (ur. 14 września 1904 w Kurowie, zm. 7 października 1977 w Lublinie) – historyk prawa, profesor Uniwersytetu Marii Curie-Skłodowskiej w Lublinie, przed II wojną światową adwokat, poseł na Sejm.

## Życiorys
Był synem Stanisława, miejscowego rolnika i bednarza oraz Feliksy z Kędzierskich. Ukończył szkołę powszechną w Kurowie i Państwowe Gimnazjum im. St. Staszica w Lublinie, otrzymując świadectwo maturalne w 1922. Rozpoczął studia na Wydziale Prawa i Nauk Społeczno-Ekonomicznych Katolickiego Uniwersytetu Lubelskiego. W 1927 uzyskał stopień magistra prawa KUL przed komisją egzaminacyjną Uniwersytetu Jana Kazimierza, a w 1929 absolutorium z historii na KUL.
Na stopień podporucznika został mianowany ze starszeństwem z 1 stycznia 1933 i 4394. lokatą w korpusie oficerów rezerwy piechoty. W 1934 pozostawał w ewidencji Powiatowej Komendy Uzupełnień Lublin Miasto. Posiadał przydział w rezerwie do 8 Pułku Piechoty Legionów w Lublinie.
W 1933 otworzył przewód doktorski na Uniwersytecie Jana Kazimierza na podstawie rozprawy Ustawy amortyzacyjne w dawnej Polsce. Od 1934 praktykował jako adwokat. W latach 1938–1939 był posłem na Sejm z ramienia Obozu Zjednoczenia Narodowego. Sekretarz Prezydium Okręgu Lubelskiego Obozu Zjednoczenia Narodowego w 1938 roku.
W kampanii wrześniowej walczył w szeregach macierzystego 8 pp Leg. pod Tomaszowem Lubelskim. Ranny podczas prowadzonego przez siebie ataku na bagnety dostał się do niewoli i resztę wojny spędził w oflagu Woldenberg.
W 1945 powrócił z niewoli i podjął pracę na KUL. W 1946 uzyskał stopnie doktora nauk prawnych i magistra historii. Został zastępcą profesora KUL, prowadził wykłady z historii ustroju i prawa polskiego.
W 1949, wobec wstrzymania rekrutacji na studia prawnicze na KUL, przeszedł na nowo utworzony Wydział Prawa UMCS, początkowo jako zastępca profesora i kierownik Zakładu Historii Ustroju Polski. W 1956 został docentem, w 1962 profesorem nadzwyczajnym, a w 1971 profesorem zwyczajnym.
W latach 1956–1962 był prodziekanem, a w latach 1962–1964 dziekanem Wydziału Prawa UMCS. Wypromował sześciu doktorów, m.in. Władysława Ćwika, Jerzego Markiewicza i Artura Korobowicza.
Zmarł 7 października 1977 i został pochowany na cmentarzu przy ul. Lipowej w Lublinie

## Publikacje
Jego badania naukowe dotyczyły głównie problematyki miast prywatnych oraz historycznoprawnych dziejów Lubelszczyzny.
Opublikował m.in.:
- Ustawy amortyzacyjne w dawnej Polsce, (Pamiętnik Historyczno-Prawny 1933)
- O początkach ustroju cechowego w Lublinie (1948)
- Miasta prywatne powiatu lubelskiego a ich dziedzice w XIX wieku (współautorzy Jerzy Markiewicz i Jerzy Reder, 1954)
- Jurydyki lubelskie (1956)
- Własność w miastach prywatnych Lubelszczyzny doby Księstwa Warszawskiego i Królestwa Polskiego (współautor Władysław Ćwik, 1957)

## Ordery i odznaczenia
- Krzyż Komandorski Orderu Odrodzenia Polski (1974)
- Krzyż Oficerski Orderu Odrodzenia Polski (1964)
- Złoty Krzyż Zasługi (1957)
- Srebrny Krzyż Zasługi (10 listopada 1933)[12]
- Medal 10-lecia Polski Ludowej (1955)[5]